# Ateuchus guatemalensis
Ateuchus guatemalensis är en skalbaggsart som beskrevs av Bates 1887. Ateuchus guatemalensis ingår i släktet Ateuchus och familjen bladhorningar. Inga underarter finns listade.